# Карлот Корман, Максим
Максим Карлот Корман (англ. Maxime Carlot Korman; род. 26 апреля 1941, Порт-Вила) — премьер-министр, и. о. президента, спикер парламента Вануату.
С 16 декабря 1991 по 21 декабря 1995 года и с 23 февраля по 30 сентября 1996 года занимал пост премьер-министра Вануату, представляя Союз умеренных партий. В 1993—1995 годах также занимал пост министра иностранных дел страны. В 1998 году возглавил Республиканскую партию. Карлот Корман, пришедший к власти после правительства англофона Уолтера Лини, стал первым франкоязычным премьер-министром страны.
Внешняя политика Карлота Кормана в значительной степени отличалась от политики его предшественников. Он отказался от открытой поддержки независимости канаков Новой Каледонии и безъядерной зоны в Тихом океане, выступил против враждебного курса по отношению к Франции, сотрудничества с радикальными режимами.
После выборов 1995 года Карлот Корман был смещён с должности премьера Сержем Вохором, политиком-диссидентом из его партии. Спустя два месяца Карлоту Корману удалось добиться в парламенте достаточной поддержки, благодаря чему правительству Вохора был вынесен вотум недоверия. В результате, Карлот Корман вновь стал премьер-министром Вануату, продержавшись, однако, на посту всего семь месяцев, после чего был смещён Вохором. После этого события Карлоту Корману также не удалось восстановить своё лидерство в Союзе умеренных партий, поэтому он основал собственную Республиканскую партию Вануату. После выборов 2004 года Корман стал заместителем премьер-министра, которым оставался Вохор, а также министром транспорта. Однако спустя несколько месяцев, когда была сформирована национальная коалиция, он был вынужден уйти с поста.
В течение короткого времени Карлот Корман также был министром сельского хозяйства, а также министром инфраструктуры и коммунальных услуг, пока не был смещён с этой должности в июле 2005 года Эдвардом Натапеи. Тем не менее его Республиканская партия оставалась в правящей коалиции, в которой Корман занимал пост министра земель. В июле 2007 года он и его сын были обвинены в коррупции в связи с участием в, по крайней мере, четырёх земельных сделках в городах Порт-Вила и Санто. Согласно документам, опубликованным в местной газете The Daily Post, Карлот Корман передал в аренду компании, находившейся под его контролем и контролем сына, земли по заниженным рыночным ценам, после чего перепродал их, но уже по реальным ценам. Кроме того, международная неправительственная организация Transparency International обвиняла Карлота Кормана в том, что он раздавал государственные земли и незарегистрированную земельную собственность своим друзьям. Министр отрицал все обвинения. В августе 2008 года все обвинения с министра были сняты постановлением суда.
После всеобщих выборов 2008 года Карлот Корман был кандидатом на пост премьер-министра Вануату, однако в ходе парламентского голосования, состоявшегося 22 сентября, проиграл два голоса Натапеи. Тем не менее он был избран в июне 2009 года спикером парламента. 18 августа 2009 года Карлот Корман стал исполняющим обязанности президента, оставаясь им до избрания президента 2 сентября 2009 года.